# Lacadée
Lacadée ist eine französische Gemeinde mit 145 Einwohnern (Stand 1. Januar 2022) im Département Pyrénées-Atlantiques in der Region Nouvelle-Aquitaine (vor 2016: Aquitanien). Die Gemeinde gehört zum Arrondissement Pau und zum Kanton Artix et Pays de Soubestre (bis 2015: Kanton Arthez-de-Béarn).
Der Name in der gascognischen Sprache lautet La Cadea.

## Geographie
Lacadée liegt ca. 45 km nordwestlich von Pau in der historischen Provinz Béarn am nördlichen Rand des Départements.
Umgeben wird Lacadée von den Nachbargemeinden:
|                    |                                             | Labeyrie   |
| Sault-de-Navailles | Kompassrose, die auf Nachbargemeinden zeigt | Hagetaubin |
|                    | Mesplède                                    |            |

Lacadée liegt im Einzugsgebiet des Flusses Adour.
Der Luy de Béarn, ein Nebenfluss des Luy, strömt mit seinen Zuflüssen durch das Gebiet der Gemeinde:
- der Aubin und sein Zufluss
  - der Ruisseau Louru und
- der Ruisseau de Lesclauze, in diesem Landstrich auch Ruisseau de Mousquès genannt.[2]

## Geschichte
Lacadée liegt an der ehemaligen Römerstraße von Beneharnum (Lescar) nach Aquae Tarbellicae (Dax). Die ausreichende Bewässerung durch Luy de Béarn und Aubin, Voraussetzung für eine ausreichende Landwirtschaft, veranlassten die Einrichtung eines römischen Militärlagers, aus dem sich die Gemeinde im Laufe der Jahrhunderte entwickelte.
Die erstmalige Erwähnung erfolgte in den Urkunden der Notare von Labastide-Villefranche unter dem Namen La Cadeye im Jahre 1471. In späterer Zeit besaß Lacadée als eine der wenigen Gemeinden ein eigenständiges Gericht. Paul Raymond, Archivar und Historiker des 19. Jahrhunderts, notierte, dass die Gemeinde ein ehemaliges Baronat war und zum Unterbezirk von Saint-Sever in den Landes gehörte. Wie die Nachbargemeinde Labeyrie gehörte Lacadée bis zur Neuordnung der Territorien zu Beginn der Französischen Revolution zur Chalosse, einem Landstrich der Landes, bevor die Gemeinde zum neu gebildeten Département Basses-Pyrénées zugeteilt wurde. 1814 wurde das Dorf von englischen Truppen und deren Verbündeten verwüstet, als diese die Truppen Napoleon Bonapartes im Béarn verfolgten.

### Einwohnerentwicklung
Nach einem Höchststand der Einwohnerzahl von rund 300 Einwohnern in der Mitte des 19. Jahrhunderts ist die Zahl bei kurzen Wachstumsphasen bis zu den 1960er Jahren auf ein Niveau von rund 110 Einwohnern gefallen. Erst seit der Jahrtausendwende ist ein moderates Wachstum der Gemeinde zu verzeichnen.
| Jahr      | 1962 | 1968 | 1975 | 1982 | 1990 | 1999 | 2006 | 2009 | 2022 |
| --------- | ---- | ---- | ---- | ---- | ---- | ---- | ---- | ---- | ---- |
| Einwohner | 110  | 116  | 101  | 117  | 110  | 105  | 119  | 132  | 145  |

## Sehenswürdigkeiten

### Pfarrkirche von Lacadée
Die kleine Kirche ist romanischen Ursprungs aus dem 12. Jahrhundert und zeigt architektonische Elemente, die typisch für Kirchen in den Landes sind, aber auch Ähnlichkeiten mit Gotteshäusern des Béarn der Gaves. Ihr Langbau ist mit einem Glockenturm über dem Eingangsvorbau ausgestattet.
In der Apsis der Kirche befindet sich ein mit klaren Farben ausgeführten Altaraufsatz, der aus drei Teilen besteht, die mit geriffelten Säulen und Pfeilern voneinander abgetrennt sind. In der Mitte zeigt die Nische über dem Tabernakel eine vergoldete Statue als Halbrelief, an den seitlichen Flügeln jeweils eine Statue als Hochrelief. Im zentralen oberen Teil umringt ein Schwarm von Engeln in einem Dreiecksgiebel eine Darstellung des Agnus Dei.
Die Art der Bemalung des Altars, der die für das 18. Jahrhundert typische Sargform besitzt. imitiert eine Beschaffenheit aus mehrfarbigen Marmor. Die Ausbuchtung in seiner Mitte ist mit der Darstellung des Auges der Vorsehung verziert.
Auf einem Sockel an der Wand der Kirche ruht die Statue des heiligen Antonius von Padua, dessen Verehrung sich insbesondere im 15. und 16. Jahrhundert verbreitete. In dieser Darstellung hält er das Jesuskind auf seinem Arm, das ihm in einer Nacht erschienen sein soll.

## Wirtschaft und Infrastruktur
Die Landwirtschaft ist traditionell der wichtigste Wirtschaftsfaktor der Gemeinde.

### Verkehr
Lacadée wird durchquert von der Route départementale 945 (ehemalige Route nationale 645).